# Menas (Jerusalem)
Menas († 1058) war orthodoxer Patriarch von Jerusalem.
Seine Amtszeit währte nur acht Monate im Jahr 1058. Über seine Person ist so gut wie nichts bekannt.